# Landfahrzeug

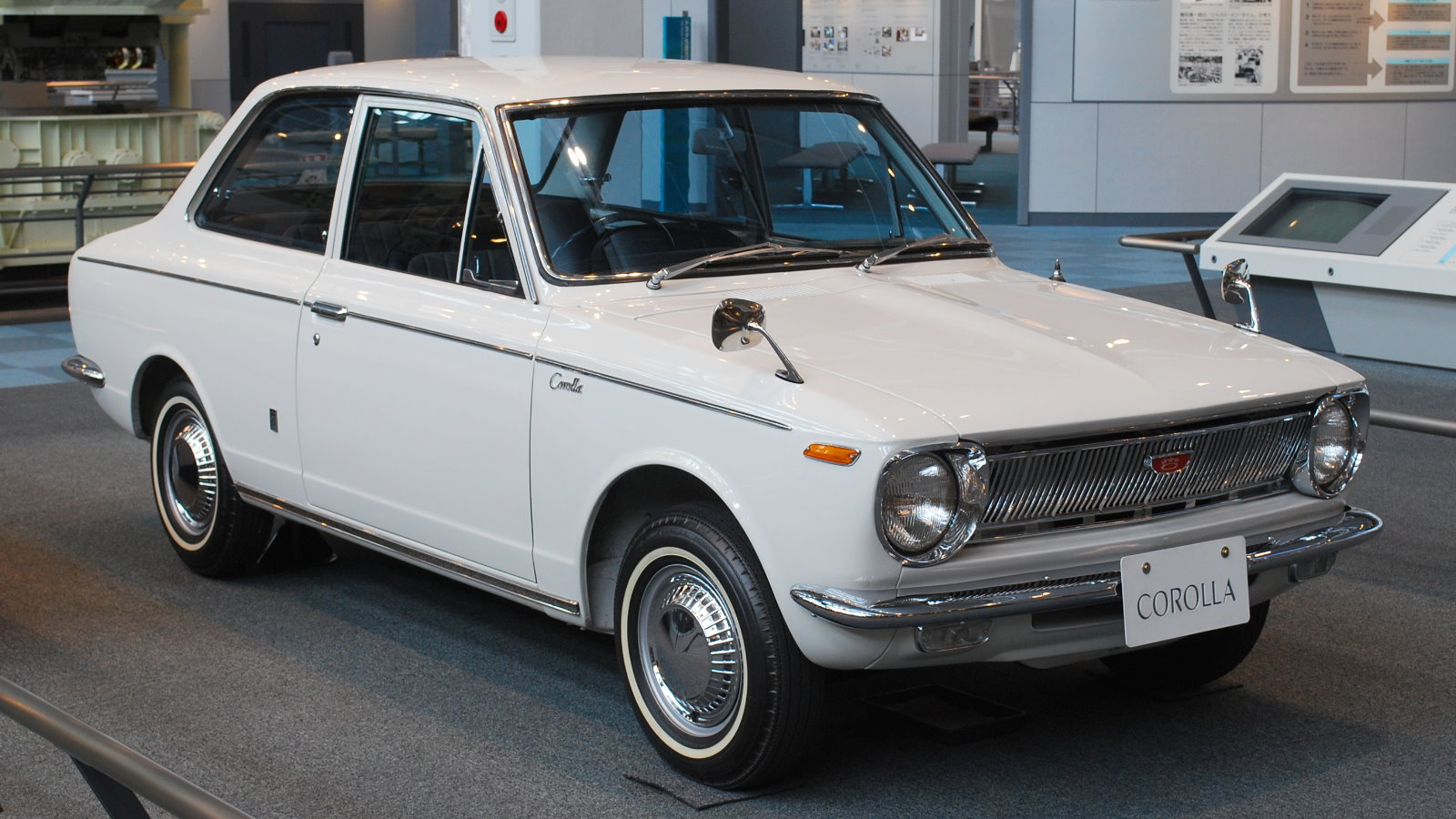
Der weltweit meistverkaufte Personenkraftwagen: Toyota Corolla (erste Generation von 1966)

Landfahrzeug ist der Oberbegriff für ein Fahrzeug, das ausschließlich oder überwiegend auf der Landfläche eine Distanz überwindet. Pendants sind die Luftfahrzeuge und Wasserfahrzeuge.
Landfahrzeuge nehmen am Landverkehr teil. Hauptverwendungszweck ist die Fortbewegung von Personen (Personentransport) oder Frachtgütern (Gütertransport) an Land sowie die Bodenbearbeitung und der Pflanzenbau. Landfahrzeuge sind alle Fahrzeuge zu Lande, schienenfreie und schienengebundene, jeweils ohne Rücksicht auf die Antriebsart. Landfahrzeuge dienen meistens als Verkehr- oder Transportmittel, als Spiel- bzw. Sportgerät oder dem Modellbau.
Allgemein wird unterschieden zwischen Militärfahrzeugen und nicht-militärisch genutzten Fahrzeugen. Bei letzteren gibt es im Hinblick auf die Antriebsart eines Fahrzeugs Motorfahrzeuge (Kraftfahrzeuge), Muskelkraftbetriebene Fahrzeuge und durch Windkraft angetriebene Fahrzeuge.

## Technische Aspekte

VZ 277.1: Überholverbot von einspurigen Fahrzeugen für mehrspurige Kraftfahrzeuge und Krafträdern mit Beiwagen

Um die Bodenreibung zu verringern und so den für die Bewegung nötigen Aufwand so gering wie möglich zu halten, sind Landfahrzeuge im Regelfall mit Rädern, seltener mit Kufen oder Gleisketten ausgestattet. Es gibt Fahrzeuge mit nur einem Rad (z. B. Einrad, Schubkarre) bzw. Kufen und solche mit mehreren. Sind es mehrere, können sie nebeneinander (z. B. Automobil) und/oder hintereinander (z. B. Fahrrad) angebracht sein. Fahrzeuge, die nur ein Rad besitzen, oder bei denen die Räder nur hintereinander montiert sind, nennt man einspurig. Sind Räder (auch) nebeneinander angebracht, so handelt es sich um mehrspurige, meist zweispurige Fahrzeuge.
Ein- und mehrspurige Fahrzeuge werden im Straßenverkehrsrecht teilweise unterschiedlich behandelt:
- Weil einspurige Fahrzeuge i. d. R. schmaler sind, dürfen sie bei allgemeinem Überholverbot überholt werden, mehrspurige Fahrzeuge jedoch nicht. Wenn auch einspurige Fahrzeuge nicht überholt werden dürfen, wird das in Deutschland mit Verkehrszeichen 277.1 ausdrücklich angeordnet.[2]
- Einspurige Fahrzeuge sind teilweise von der Winterreifenpflicht befreit (§ 2 StVO).

## Arten
Allgemein dienen Landfahrzeuge als Transport- oder Verkehrsmittel. Der Zusammenhang zwischen Verkehrsweg, Verkehrsträger und Transportmittel ergibt sich für Landfahrzeuge aus folgender Tabelle:
| Verkehrsträger                      | Transport- oder Verkehrsmittel                                                                               | Verkehrsweg        | Verkehrsinfrastruktur                                      |
| ----------------------------------- | --- | ------------------ | ---------------------------------------------------------- |
| Straßenverkehr: Straßenfahrzeuge    | - Kraftfahrzeuge: insbesondere PKW/Lkw, Krafträder; - muskelkraftbetriebene Fahrzeuge: Fahrräder, Tretroller | Straßennetz        | Brücken, Straßen, Tunnel, Parkplätze, Straßenverkehrsrecht |
| Eisenbahnverkehr: Schienenfahrzeuge | Eisenbahnen, Bergbahnen, Schienenbusse, Zahnradbahnen                                                        | Schienennetz       | Bahnhöfe, Eisenbahnbrücken, Eisenbahntunnel                |
| Ackerbau                            | Landmaschinen: Bagger, Eggen, Heuwender, Mähdrescher, Pflüge, Traktoren                                      | Ackerflächen       | Melkmaschinen, Scheunen                                    |
| Gartenbau                           | Gartengeräte: Rasenmäher                                                                                     | Gärten, Wiesen     | Bauernhöfe, Baumschulen, Gewächshäuser                     |
| Waldbau                             | Holzvollernter                                                                                               | Forststraßen       | Forsthäuser                                                |
| Sonstige                            | Kettenfahrzeuge, Schlitten (auch als Fördergeräte) Flurfördergeräte                                          | unwegsames Gelände | Garagen                                                    |

Als Kraftfahrzeuge im Sinne des § 1 Abs. 2 StVG gelten Landfahrzeuge, die durch Motorkraft bewegt werden, ohne an Bahngleise gebunden zu sein. Eine Mischform zwischen Landfahrzeugen und Wasserfahrzeugen ist das Amphibienfahrzeug, zwischen Straßenverkehr und Eisenbahnverkehr das Zweiwegefahrzeug.

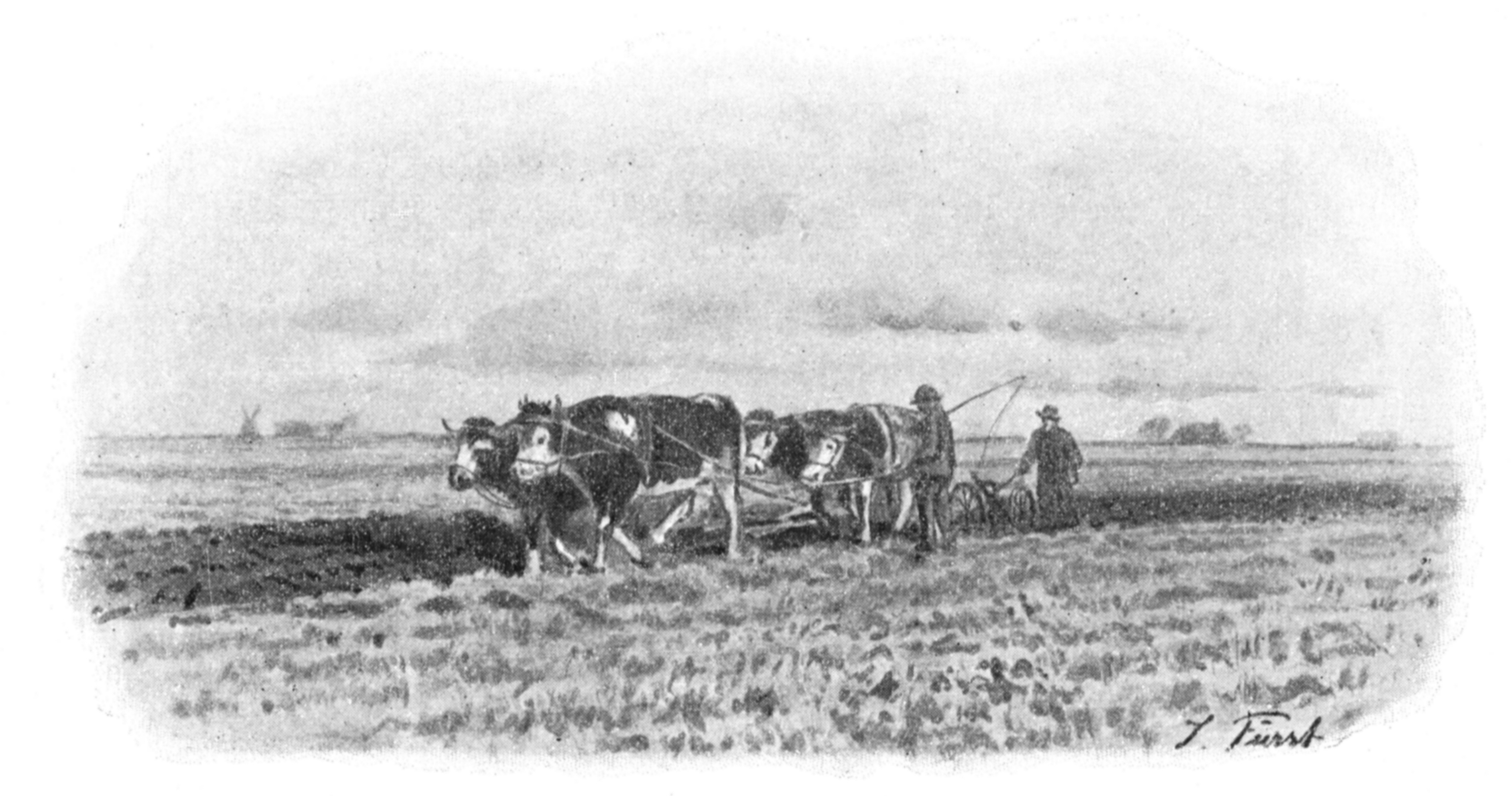
Ochsen als Zugtiere für den Pflug bei Wesselburen/Deutschland (Zeichnung von Julius Fürst, um 1895)
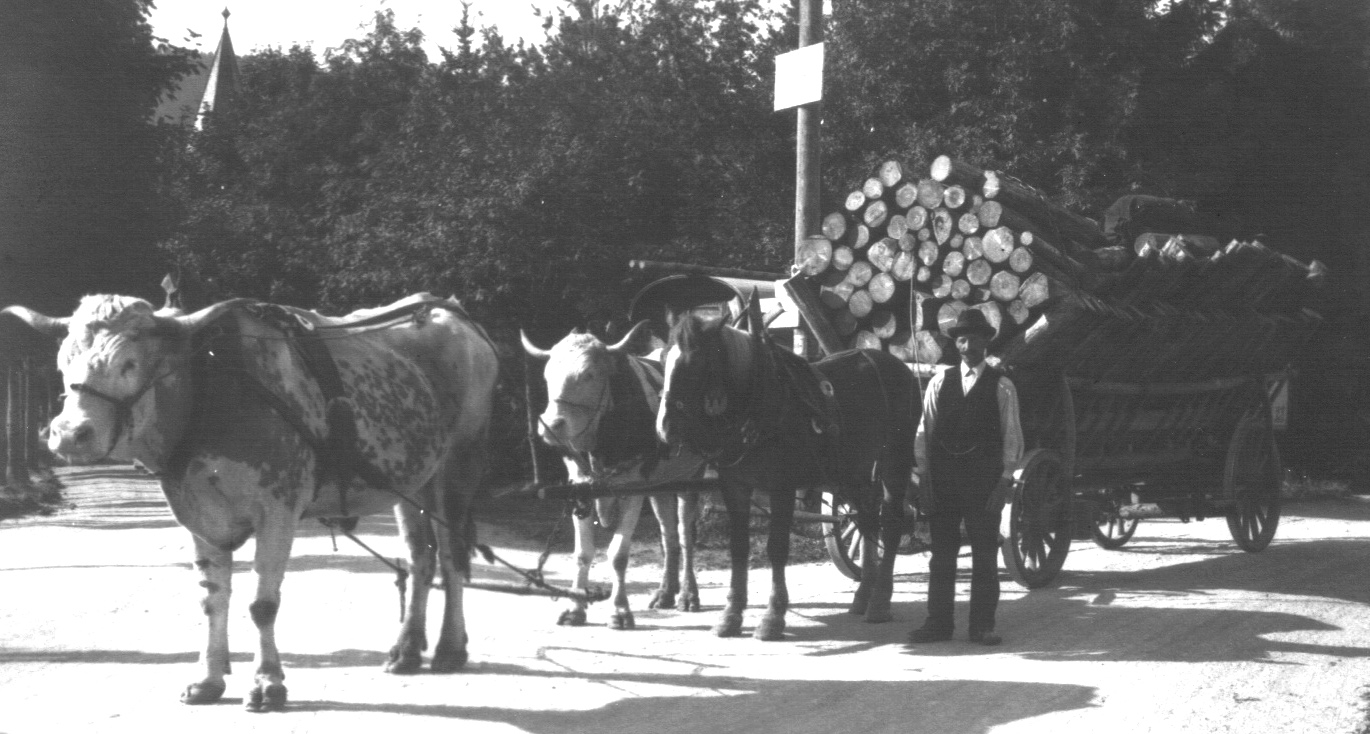
Holzwagen (um 1924)
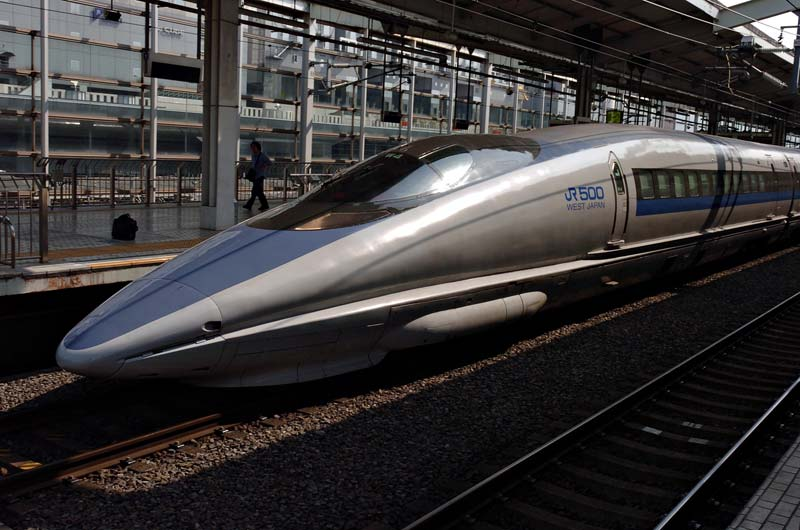
Hochgeschwindigkeitszug (Shinkansen 500, Anno 2005)
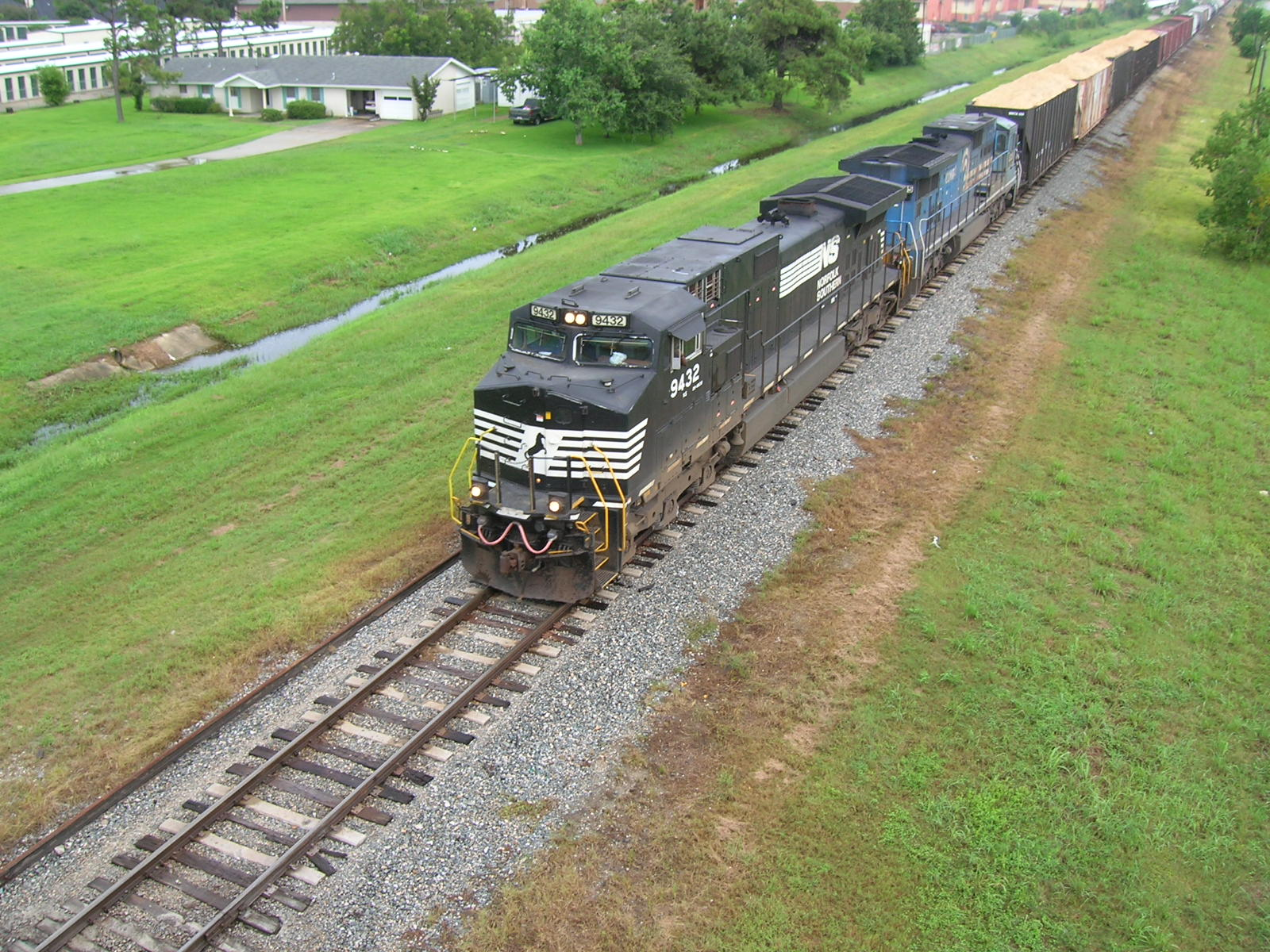
Güterzug in den USA (Anno 2007)
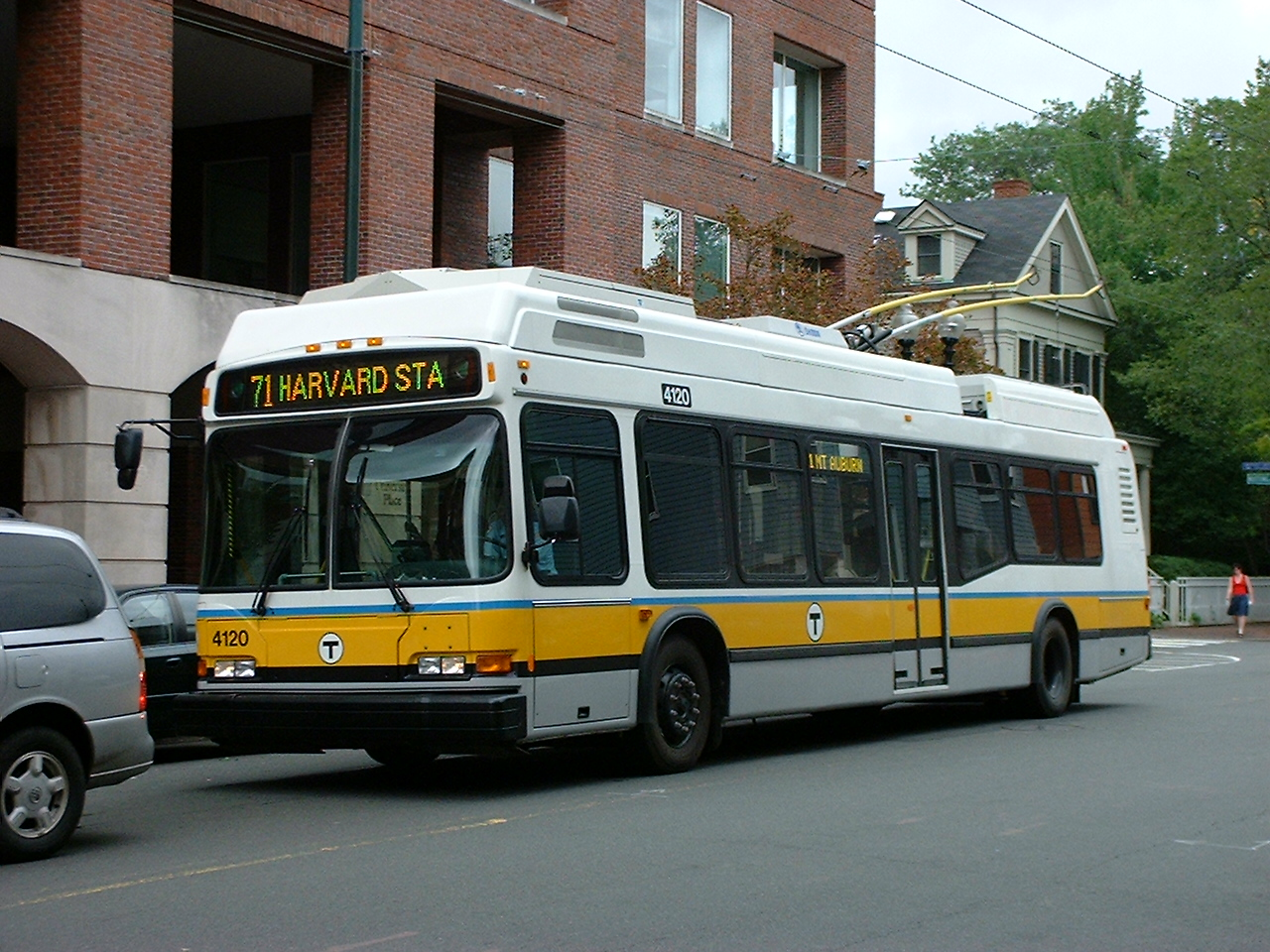
Oberleitungsbus in Cambridge/USA (Anno 2004)
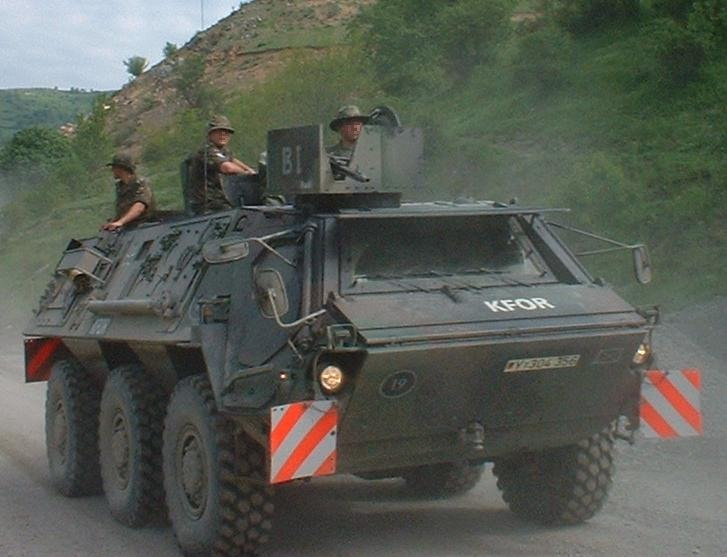
Transportpanzer 1 Fuchs (Juni 2002)
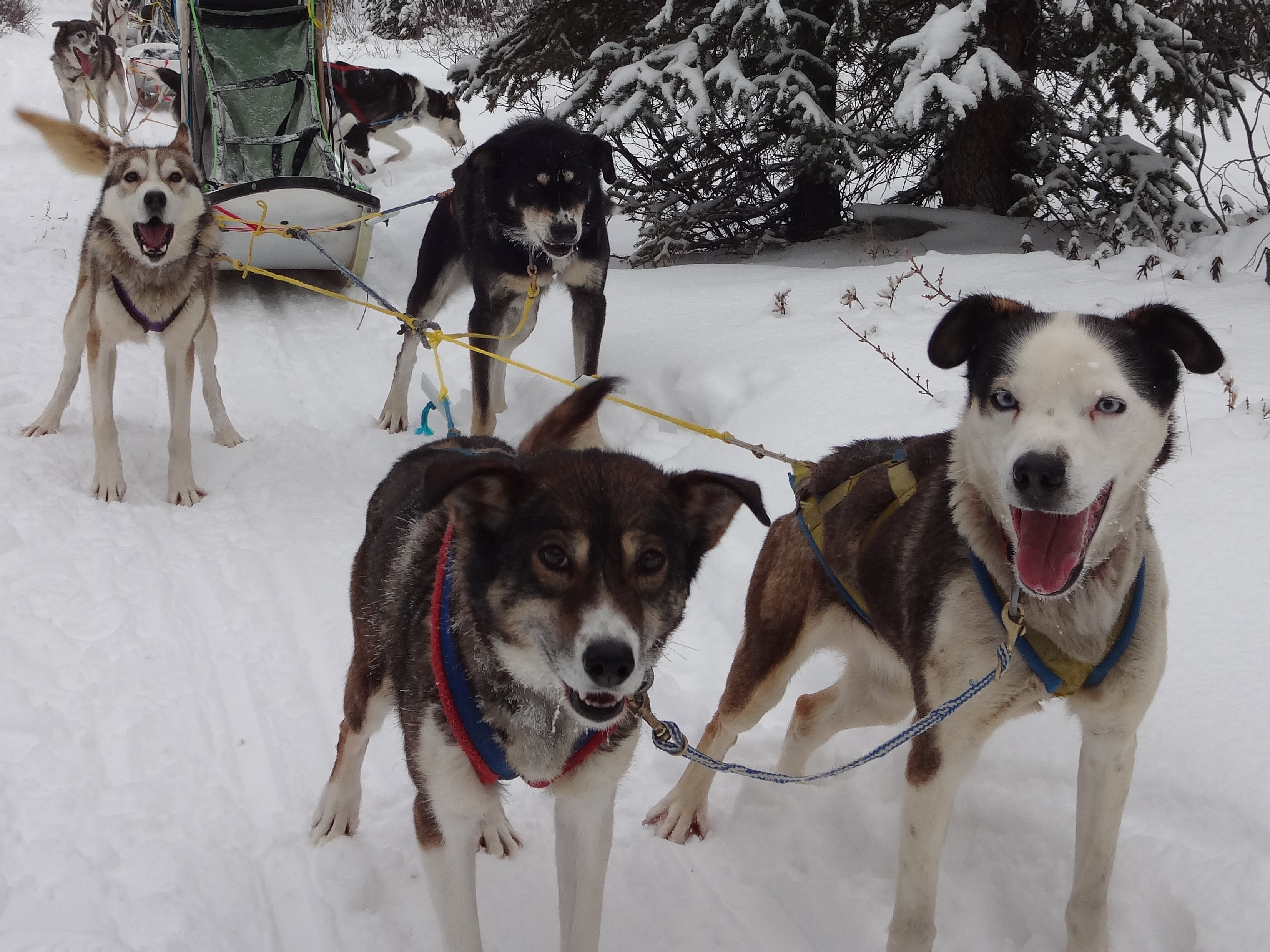
Hundeschlitten (bei Whitehorse/Kanada, Anno 2012)
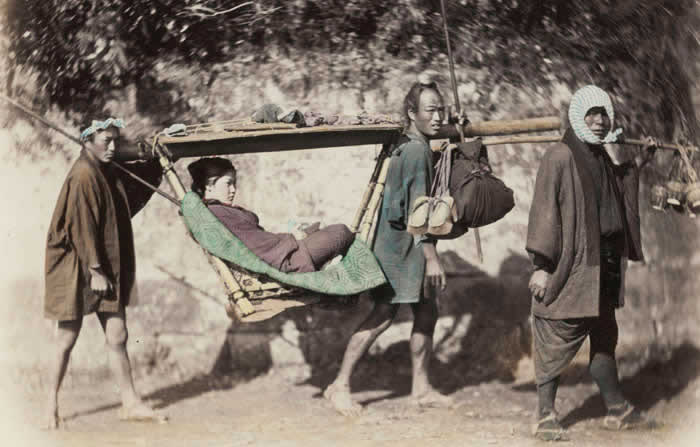
Sänfte (getragen; 19. Jhd.)
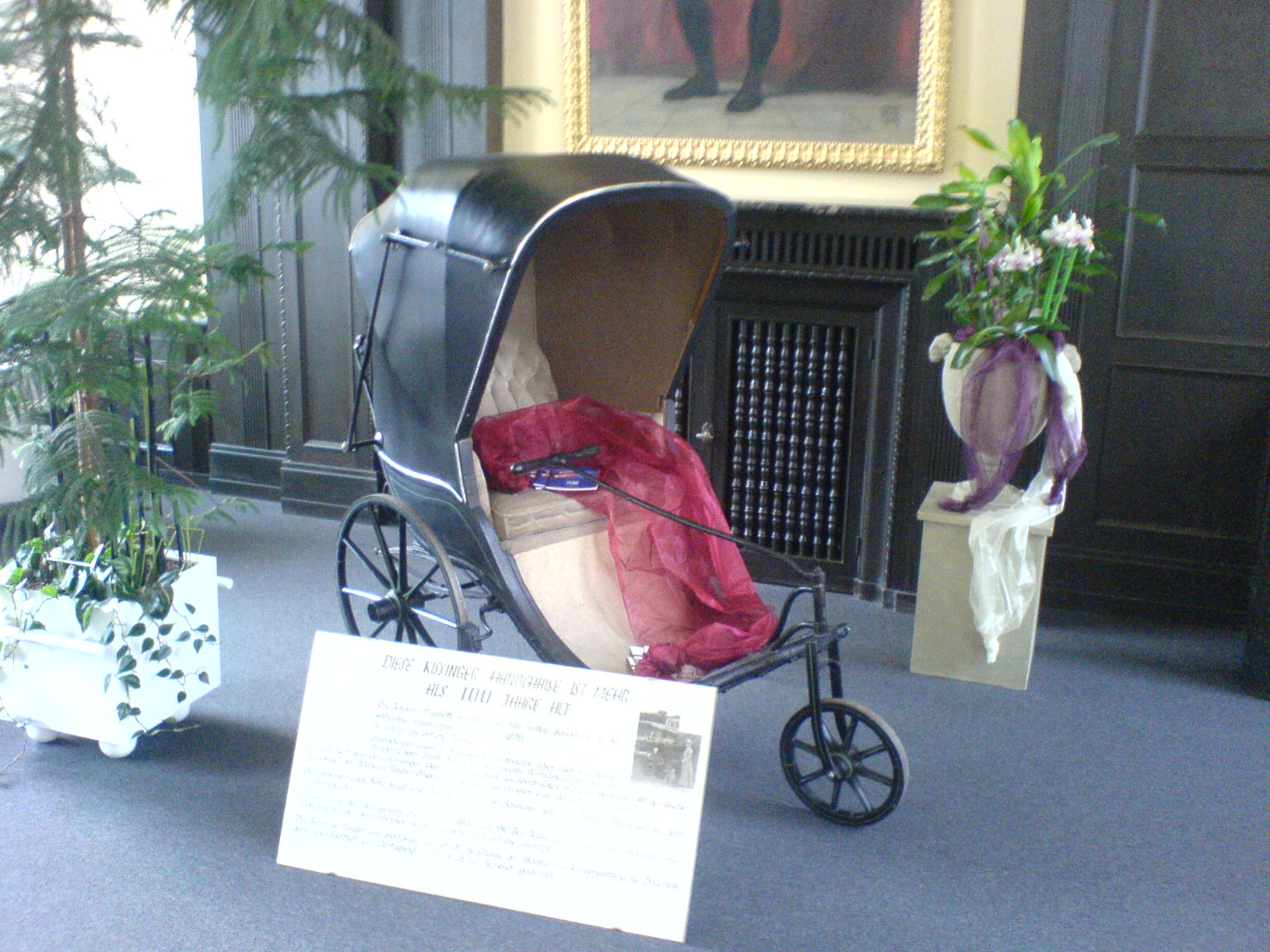
Chaise (geschoben)

Früher spielten Zugtiere für den Antrieb von Landfahrzeuge eine große Rolle, insbesondere Pferde (z. B. Pferdekutsche, Streitwagen oder Pferdebahnen), Rinder (Ochsenkarren), Esel, Maultiere und Hunde (Hundewagen, Hundeschlitten).

## Rekorde
Das bisher schnellste Landfahrzeug mit Rädern war das ThrustSSC mit Strahltriebwerken (1.227,985 km/h), das schnellste Landfahrzeug überhaupt war ein Raketenschlitten auf der Holloman Air Force Base (10.430 km/h).
Das bisher zugstärkste Ein-Rahmen-Landfahrzeug ist die Co’Co’-Zweifrequenz-Elektrolokomotive DSB EG der Danske Statsbaner mit 400 kN Zugkraft (entspricht etwa einer „Gewichtskraft“ von 40 Tonnen).

## Wirtschaftliche Aspekte
Allein die Verkehrsleistung des Güterverkehrs auf der Straße macht den gesamten Verkehr mit Landfahrzeugen zum unangefochtenen Verkehrsträger in Deutschland. Mit 3,2 Mrd. t (2020) liegt er an der Spitze, gefolgt vom Schienengüterverkehr (320,1 Mio. t), Seefrachtverkehr (275,7 Mio. t) und Binnenschifffahrtsgüterverkehr (188,0 Mio. t). Der Luftfrachtverkehr steht an letzter Stelle mit 4,59 Mio. t. Die Vorrangstellung des Landverkehrs liegt auch daran, dass er meist im kombinierten Verkehr als Vor- und/oder Nachlauf eingesetzt wird, während der Hauptlauf mit dem Wasserverkehr oder Luftverkehr durchgeführt wird.